# Peter Hamel (Politiker)
Peter Hamel (* 12. April 1915 in Lüdenscheid; † 5. März 1992) war ein deutscher Politiker der SPD.

## Ausbildung und Beruf
Peter Hamel besuchte die Volksschule und das Gymnasium bis Obersekundareife. Hamel war Firmeninhaber.

## Politik
Peter Hamel war ab 1947 Mitglied der SPD. Er war stellvertretender Vorsitzender der Arbeitsgemeinschaft Selbständiger in der SPD Nordrhein-Westfalens. Seit 1956 war er Mitglied des Stadtrates von Lüdenscheid und von 1964 bis 1969 auch Bürgermeister (Vertreter des Oberbürgermeisters) der Stadt. Ab 1965 fungierte er zusätzlich als Fraktionsvorsitzender der SPD im Stadtrat. 1969 wurde er Mitglied im Kreistag Lüdenscheid und auch hier Fraktionsvorsitzender.
Peter Hamel war vom 26. Juli 1970 bis zum 27. Mai 1975 direkt gewähltes Mitglied des 7. Landtages von Nordrhein-Westfalen für den Wahlkreis 129 Lüdenscheid - Altena-Land II.